# اس‌تی‌اس-۱۲۴
اس‌تی‌اس-۱۲۴ (انگلیسی: STS-124) یکی از ماموریت‌های برنامه شاتل‌های فضایی بود که در تاریخ ۳۱ می ۲۰۰۸ از پایگاه فضایی کندی به مقصد ایستگاه فضایی بین‌المللی پرتاب شد. این مأموریت توسط شاتل دیسکاوری انجام گرفت و بخشی از پروژه مونتاژ ایستگاه فضایی بین‌المللی بود. در این پروژه بخشی از آزمایشگاه فضایی کیبو برای نصب بر روی ایستگاه فضایی ارسال شد.

## نگارخانه

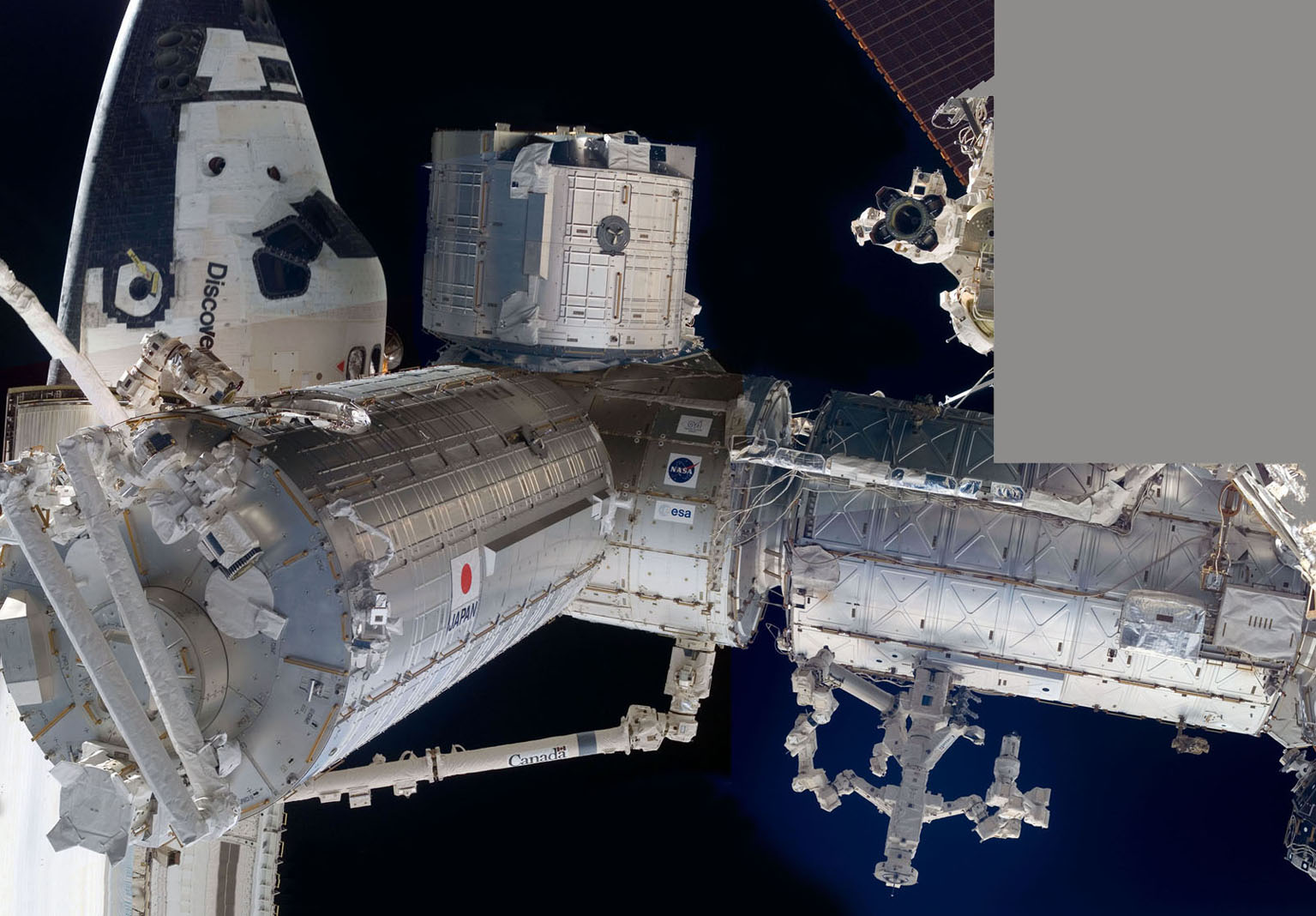